# Unione Sportiva Salernitana 1920-1921
Questa pagina raccoglie i dati riguardanti l'Unione Sportiva Salernitana nelle competizioni ufficiali della stagione 1920-1921.

## Stagione
La Salernitana disputerà una sola partita, persa per 1-0 in casa, nel campo di Piazza D'Armi, contro il Naples. Le altre gare le perderà a tavolino a causa di un incidente verificatosi a Salerno contro la Puteolana che caratterizzerà la squalifica del campo di gioco. Ma i bianco-celesti, pur perdendo tutte le altre sfide a tavolino, non retrocederanno.

## Divise
| Casa |

## Organigramma societario
Fonte
Area direttiva
- Presidente: Adalgiso Onesti
- Segretario: Vincenzo Patella

Area tecnica
- Allenatore: Matteo Schiavone

## Rosa
Fonte
| N. |                   | Ruolo | Calciatore       |
| -- | ----------------- | ----- | ---------------- |
|    | Italia (bandiera) | P     | Luigi Naddeo     |
|    | Italia (bandiera) | D     | Mario Capone     |
|    | Italia (bandiera) | D     | Corrado Ciminari |
|    | Italia (bandiera) | D     | Nicola Maggio    |
|    | Italia (bandiera) | D     | Mario Manzo      |
|    | Italia (bandiera) | D     | Mario Toledo     |
|    | Italia (bandiera) | C     | Bruno Bonomo     |
|    | Italia (bandiera) | C     | Caprino          |

| N. |                   | Ruolo | Calciatore            |
| -- | ----------------- | ----- | --------------------- |
|    | Italia (bandiera) | C     | Francesco Martuscelli |
|    | Italia (bandiera) | C     | Giuseppe Paladino     |
|    | Italia (bandiera) | C     | Alfredo Vestuti       |
|    | Italia (bandiera) | A     | Nicola Aliberti       |
|    | Italia (bandiera) | A     | Fariello              |
|    | Italia (bandiera) | A     | Giuseppe Sanfilippo   |
|    | Italia (bandiera) | A     | Giuseppe Russo        |
|    | Italia (bandiera) | A     | Vincenzo Troisi       |

## Calciomercato
| Acquisti | Acquisti              | Acquisti | Acquisti |
| R.       | Nome                  | da       | Modalità |
| -------- | --------------------- | -------- | -------- |
| D        | Mario Manzo           |          |          |
| C        | Bruno Bonomo          |          |          |
| C        | Francesco Martuscelli |          |          |
| C        | Alfredo Vestuti       |          |          |
| A        | Giuseppe Sanfilippo   |          |          |

| Cessioni | Cessioni           | Cessioni | Cessioni |
| R.       | Nome               | a        | Modalità |
| -------- | ------------------ | -------- | -------- |
| D        | Achille Caiafa     |          |          |
| D        | Gerardo Conforti   |          |          |
| D        | Grimaldi           |          |          |
| D        | Michele Sellitti   |          |          |
| C        | Bellobuono         |          |          |
| C        | Francesco Bruno    |          |          |
| C        | Raffaele Carratù   |          |          |
| C        | Alfredo De Cesare  |          |          |
| C        | Andrea De Novellis |          |          |
| C        | Benedetto Jovane   |          |          |
| A        | Guido Mancini      |          |          |

## Risultati

### Prima Categoria

#### Girone di andata
| Salerno 28 novembre 1920 1ª giornata           | Salernitana | 0 – 1 referto | Naples | Campo di Piazza d'Armi |
| \| \| \| \| \| \| Marcatori \| 20’ Casabona \| |             |               |        |                        |
|                                                |             |               |        |                        |
|                                                | Marcatori   | 20’ Casabona  |        |                        |

| Torre Annunziata 30 gennaio 1921 2ª giornata | Salernitana | 0 – 2 A tavolino referto | Puteolana | Campo Oncino |

| Nocera Inferiore 19 dicembre 1920 3ª giornata | Salernitana | 0 – 2 A tavolino referto | Savoia |  |

#### Girone di ritorno
| Bagnoli 9 gennaio 1921 4ª giornata | Naples | 2 – 0 A tavolino referto | Salernitana |  |

| Arco Felice 16 gennaio 1921 5ª giornata | Puteolana | 2 – 0 A tavolino referto | Salernitana |  |

| Torre Annunziata 23 gennaio 1921 6ª giornata | Savoia | 2 – 0 A tavolino referto | Salernitana | Campo Oncino |

## Statistiche

### Statistiche di squadra
| Competizione    | Punti | In casa | In casa | In casa | In casa | In casa | In casa | In trasferta | In trasferta | In trasferta | In trasferta | In trasferta | In trasferta | Totale | Totale | Totale | Totale | Totale | Totale | DR  |
| Competizione    | Punti | G       | V       | N       | P       | Gf      | Gs      | G            | V            | N            | P            | Gf           | Gs           | G      | V      | N      | P      | Gf     | Gs     | DR  |
| --------------- | ----- | ------- | ------- | ------- | ------- | ------- | ------- | ------------ | ------------ | ------------ | ------------ | ------------ | ------------ | ------ | ------ | ------ | ------ | ------ | ------ | --- |
| Prima Categoria | 0     | 3       | 0       | 0       | 3       | 0       | 5       | 3            | 0            | 0            | 3            | 0            | 6            | 6      | 0      | 0      | 6      | 0      | 11     | -11 |

### Andamento in campionato
| Giornata  | 1 | 2 | 3 | 4 | 5 | 6 |
| --------- | - | - | - | - | - | - |
| Luogo     | C | T | C | T | C | T |
| Risultato | P | P | P | P | P | P |

Legenda:

Luogo: C = Casa; T = Trasferta. Risultato: V = Vittoria; N = Pareggio; P = Sconfitta.

### Statistiche dei giocatori
Fonte
| Giocatore      | Prima Categoria | Prima Categoria |
| Giocatore      | Presenze        | Reti            |
| -------------- | --------------- | --------------- |
| N. Aliberti    | 1               | 0               |
| B. Bonomo      | 0               | 0               |
| M. Capone      | 1               | 0               |
| Caprino        | 1               | 0               |
| C. Cimitari    | 1               | 0               |
| Fariello       | 1               | 0               |
| N. Maggio      | 1               | 0               |
| M. Manzo       | 0               | 0               |
| F. Martuscelli | 0               | 0               |
| L. Naddeo      | 1               | -1              |
| G. Palladino   | 1               | 0               |
| G. Russo       | 1               | 0               |
| G. Sanfilippo  | 0               | 0               |
| M. Toledo      | 1               | 0               |
| V. Troisi      | 0               | 0               |
| A. Vestuti     | 0               | 0               |